# Mont Valezan
Pour l’article homonyme, voir Montvalezan.
Le mont Valezan, anciennement le Chardonney et mont Valaisan, est un sommet des Alpes grées, à la frontière franco-italienne, entre la Savoie et la Vallée d'Aoste. Son versant nord-ouest domine le col du Petit-Saint-Bernard, son versant sud domine la vallée de la Tarentaise et la station de sports d'hiver de la Rosière et son versant nord-est — côté italien — domine la glacier de Montvalaisan.

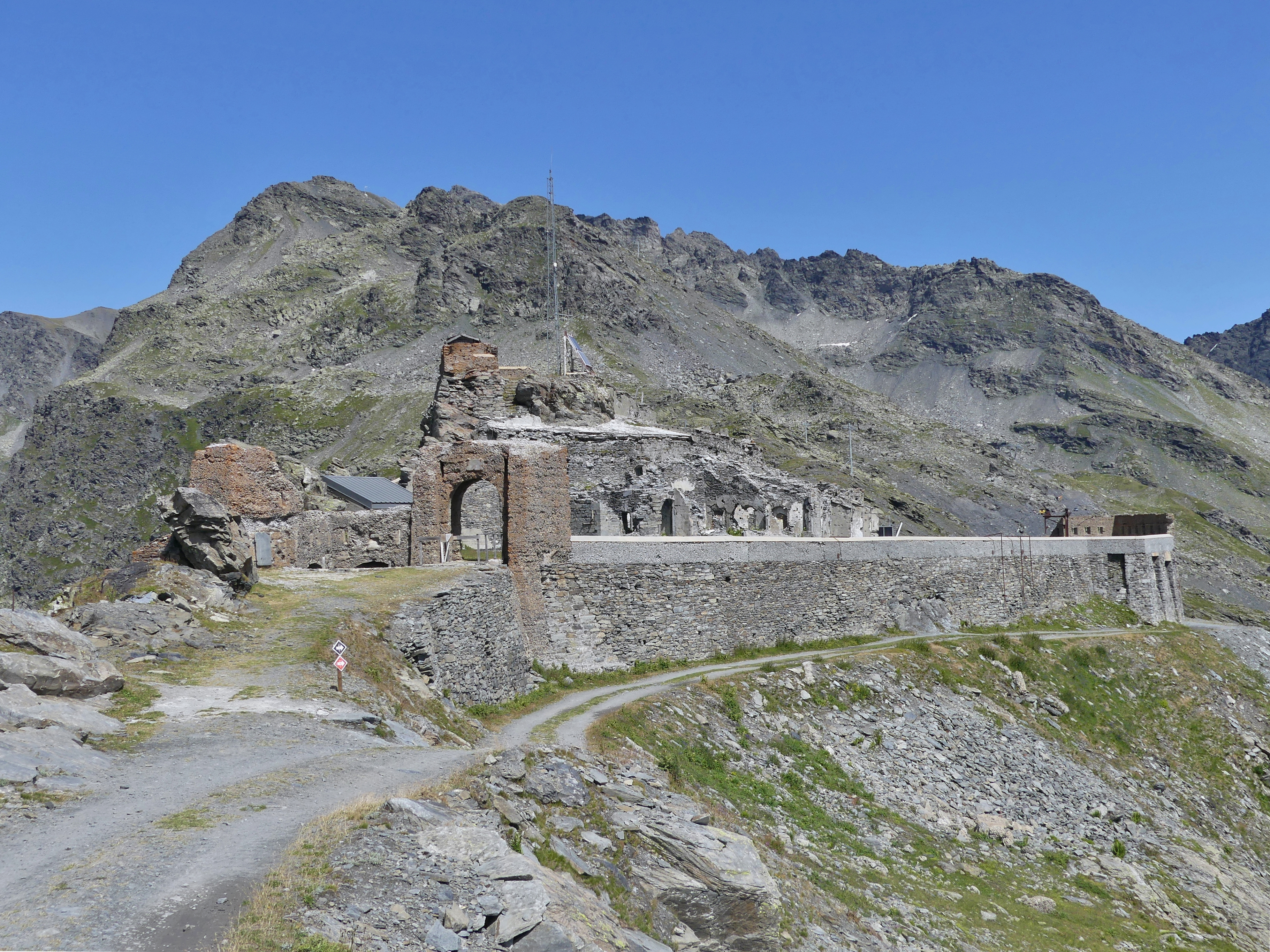
Le mont Valezan (à gauche) depuis le fort de la Redoute Ruinée au col de la Traversette au sud-ouest.

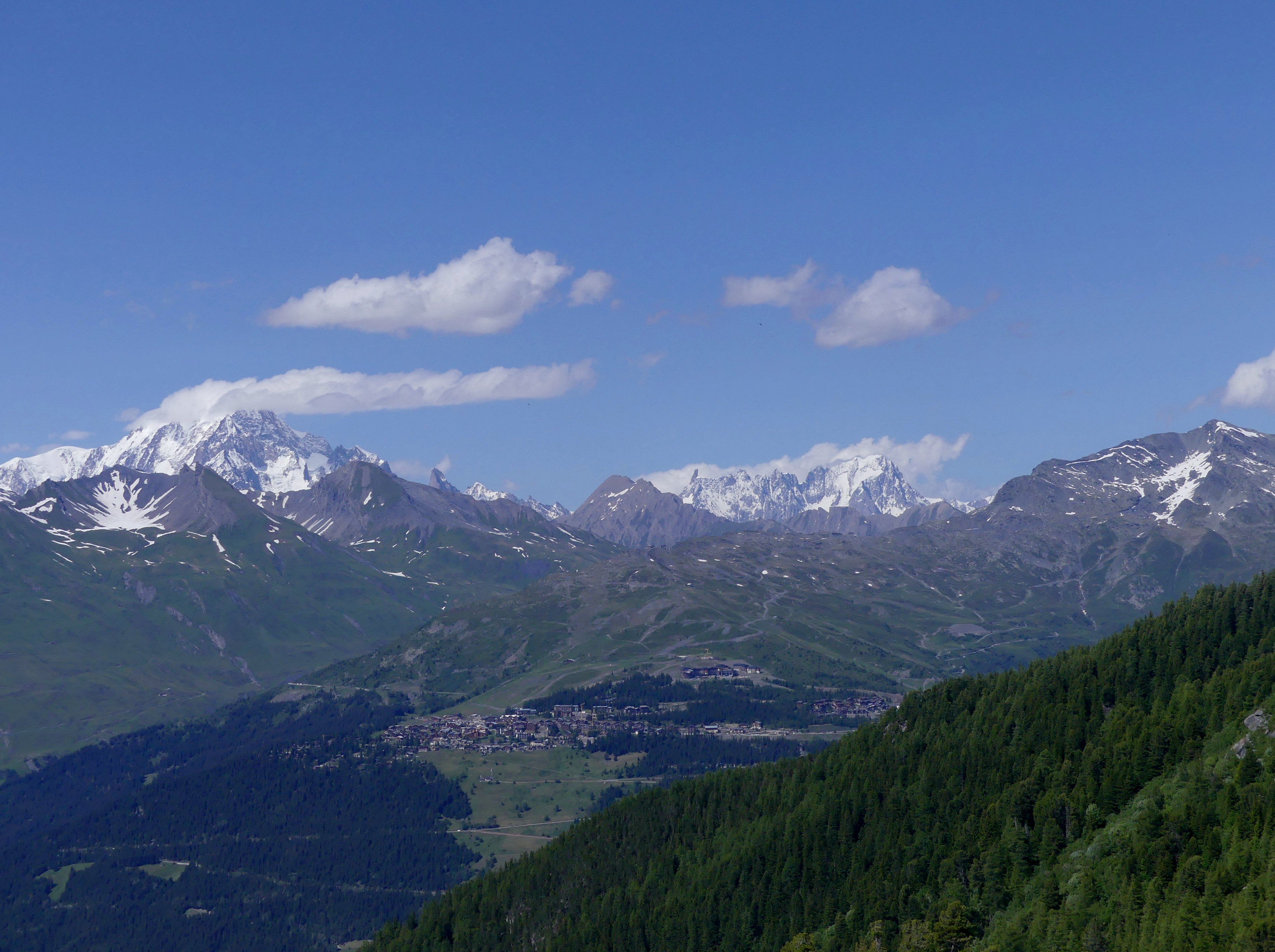
Vue depuis les Arcs au sud de la Rosière dominée par le mont Valezan (à droite) ; des sommets du massif du Mont-Blanc constituent l'arrière-plan.